# مظنون (مجموعه تلویزیونی)
مظنون با نام اصلی فرد تحت نظر (به انگلیسی: Person of Interest) یک سریال تلویزیونی اکشن_جنایی_درام است که پخش آن از ۲۲ سپتامبر ۲۰۱۱ در شبکه CBS آغاز و آخرین قسمت (به نام 'return 0') از آخرین فصل سریال نیز در تاریخ ۲۱ ژوئن ۲۰۱۶ به روی آنتن رفت. این سریال در مجموع ۱۰۳ قسمت دارد و طی ۵ فصل به نمایش درآمد. فیلم‌نامه این سریال توسط جاناتان نولان توسعه داده شده‌است.
این سریال بر روی یک برنامه‌نویس رایانه‌ای میلیاردری مرموز و منزوی به نام «هارولد فینچ» (با بازی مایکل امرسون) تمرکز دارد که برنامه‌ای کامپیوتری به نام «ماشین» را برای دولت فدرال توسعه داده است. این برنامه قادر است تمام منابع اطلاعاتی را جمع‌آوری کرده و برای پیش‌بینی اقدامات تروریستی و شناسایی افرادی که قصد انجام آن‌ها را دارند، استفاده کند. این سریال مجموعه‌ای از مسائل اخلاقی را مطرح می‌کند، از جمله پرسش‌هایی درباره‌ی حریم خصوصی، «مصلحت عمومی»، مفهوم قتل موجه و مشکلاتی که به دلیل کار با برنامه‌های اطلاعاتی محدود به وجود می‌آیند.
مظنون در طول پخش خود مورد تحسین قرار گرفت و توسط چندین منتقد به عنوان بهترین سریال علمی‌تخیلی تلویزیونی شناخته شد. کاترین ترنداکوستا از وب‌سایت گیزمودو اشاره کرد که تا پایان سریال در سال ۲۰۱۶، مظنون از یک «سریال جنایی با یک ابزار داستانی سرگرم‌کننده» به «یکی از بهترین سریال‌های علمی‌تخیلی تاریخ تلویزیون» تبدیل شده بود. این سریال در سال ۲۰۱۲ جایزه People’s Choice را برای بهترین درام تلویزیونی جدید و در سال ۲۰۱۶ جایزه People’s Choice را برای بهترین درام جنایی تلویزیونی کسب کرد.

## داستان
هارولد فینچ دانشمندی است که مأمور شده تا دستگاهی (هوش مصنوعی) را برای مبارزه با تروریسم بسازد، او ۵ سال از عمر خود را صرف این پروژه می‌کند، ولی با مرگ مشکوک مدیر این پروژه نیتن اینگرام او نیز از این پروژه کنار گذاشته می‌شود. او در همان حادثه‌ای که مرگ نیتن را به‌همراه داشت از ناحیهٔ نخاعی آسیب دید. او دریافته‌است که ماشین با تجزیه تحلیل رفتار شهروندان آمریکا می‌تواند پی ببرد که جرمی صورت خواهد گرفت، ولی حکومت علاقه‌ای به این موضوع ندارد و به او گوشزد می‌کند که دستگاه تنها برای ضد ترور است و بس؛ و دولت تمام مردم را «نامربوط» می‌خواند. ولی حالا او دست به‌کار می‌شود تا خود از وقوع جرم جلوگیری کند، او بعد از مطالعات و جستجوی فراوان جان را برای همراهی خود انتخاب می‌کند،
جان ریس یک مأمور سابق سازمان سیا است، او که به واسطهٔ از دست دادن معشوقه‌اش در یک تصادف به الکل روی آورده و تقریباً به یک خیابان گرد تبدیل شده‌است به وسیلهٔ هارولد انتخاب می‌شود تا با مهارت‌ها و جسارتی که دارد به او کمک کند. مبارزه با خلافکاران، شبکه‌های مافیا، دخالت در کارهای پلیس، اف‌بی‌آی و سازمان سیا، خیلی زود او را بین این افراد به شهرت می‌رساند که حالا او را به نام مرد کت و شلوار پوش می‌شناسند و هر کدام از آن‌ها به‌طوری می‌خواهند از شرش خلاص شوند. در این بین دو کارگاه پلیس به نام‌های جاس [جاسلین] کارتر و: لایونل فاسکو به واسطهٔ کمک‌های جان ریس به آن‌ها، اقدام به کمک به جان و هارولد می‌کنند، داستان سریال از ۲ بخش تشکیل شده: بخش اول اتفاقاتی هست که در هر قسمت در زمان حال برای جان، هارولد و سوژه‌های مورد نظرشان می‌افتد و بخش دوم کلیت داستان است که گاهی ارتباطی با بخش یک دارد و نیز با فلش‌بک به معرفی هرچه بیشتر شخصیت‌های داستان می‌پردازد.

## بازیگران و شخصیت‌ها
بازیگران اصلی
- جیمز کاویزل در نقش جان ریس: یک نیروی ویژهٔ سابق ارتش و یک مأمور سابق سازمان سیا است، که بعد از انجام عملیاتی در چین مرده تصور می‌شد. او که به واسطهٔ از دست دادن معشوقه اش در یک تصادف به الکل روی آورده و تقریباً به یک خیابان گرد تبدیل شده‌است به وسیلهٔ هارولد انتخاب می‌شود تا با مهارت‌ها و جسارتی که دارد به او کمک کند.

مبارزه با خلافکاران، شبکه‌های مافیا، دخالت در کارهای پلیس، اف‌بی‌آی و سازمان سیا، خیلی زود او را بین این افراد به شهرت می‌رساند که حالا او را به نام لقب مرد کت شلوار پوش (the Man in the Suit) می‌شناسند و هر کدام از آن‌ها به‌طوری می‌خواهند از شرش خلاص شوند. او مهارت زیادی در تیراندازی و تکنیک‌های دفاعی دارد. جان همسری به نام جسیکا داشت. جسیکا به دلیل شغل سابق جان از او جدا و با مردی به نام پیتر ازدواج کرد. 
- مایکل امرسون در نقش هارولد فینچ: هکر، میلیاردر و نابغهٔ گوشه‌نشینی که همه تصور می‌کنند مرده‌است. او نامزدی به نام گریس هندریکس داشت که او هم فکر می‌کند فینچ مرده! او از ناحیهٔ نخاعی آسیب دیده و به سختی راه می‌رود. هارولد هوش مصنوعی قدرتمندی به نام Machine درست کرده که به کمک آن می‌توان جرائم و قتل‌ها را قبل از اینکه اتفاق بیفتد شناسایی و متوقف کرد. هارولد فینچ عاشق چای سبز و استاد بازی شطرنج است و یک کتابخانه بزرگ پر از نسخه‌های خطی کتاب و کتاب‌های اصل و قدیمی دارد.
- تراجی پی. هنسون در نقش جاس کارتر: یک کارآگاه سالم پلیس نیویورک است که قبلاً به عنوان بازجوی ارشد ارتش آمریکا در عراق فعالیت می‌کرده‌است. او در ابتدا به دنبال دستگیری جان ریس بود اما بعد از مدتی متوجه خوب بودن هدف آن‌ها می‌شود و به عنوان کمک به تیم فینچ و ریس می‌پیوندد. کارتر در فصل سوم (به کمک ریس و فینچ) یک گروه جنایی را از هم پاشید.
- کوین چاپمن در نقش لایونل فاسکو: یک کارآگاه فاسد پلیس نیویورک است که بعد از درگیری با جان ریس ابتدا به صورت اجباری و سپس با تغییر شخصیت فاسد خود به تیم می‌پیوندد. در فصل آخر او عاشق ثمین می‌شود.
- امی اکر در نقش ریشه: روت (ریشه) با نام واقعی سامانتا گروز یک هکر است که با توجه به اتفاقات کودکی اش انسان‌ها را اشتباهات طراحی می‌داند و در طول فیلم اصل‌ترین روش‌اش برای رسیدن به اهدافش باج‌گیری با استفاده از اطلاعات از افراد مختلف است. او درصدد به دست آوردن طراحی شده توسط فینچ است و تنها کسی است که ماشین با او سخن می‌گوید. روت عقیده دارد که ماشین یک خداست و عاشقانه و با محبت دربارهٔ آن سخن می‌گوید. وی در فصل سوم به گروه جان و فینچ پیوست. او در فصل چهارم، معشوقهٔ فینچ بود.
- سارا شاهی در نقش ثمین شاو: یک آدم‌کش حرفه‌ای و بی‌احساس و مأمور سابق سازمان سیا که در عملیاتی از سازمان کنار گذاشته شد که اصالتاً ایرانی است و در کودکی پدر خود را در یک تصادف از دست داده‌است. او در فصل دوم به گروه جان و هارولد پیوسست.

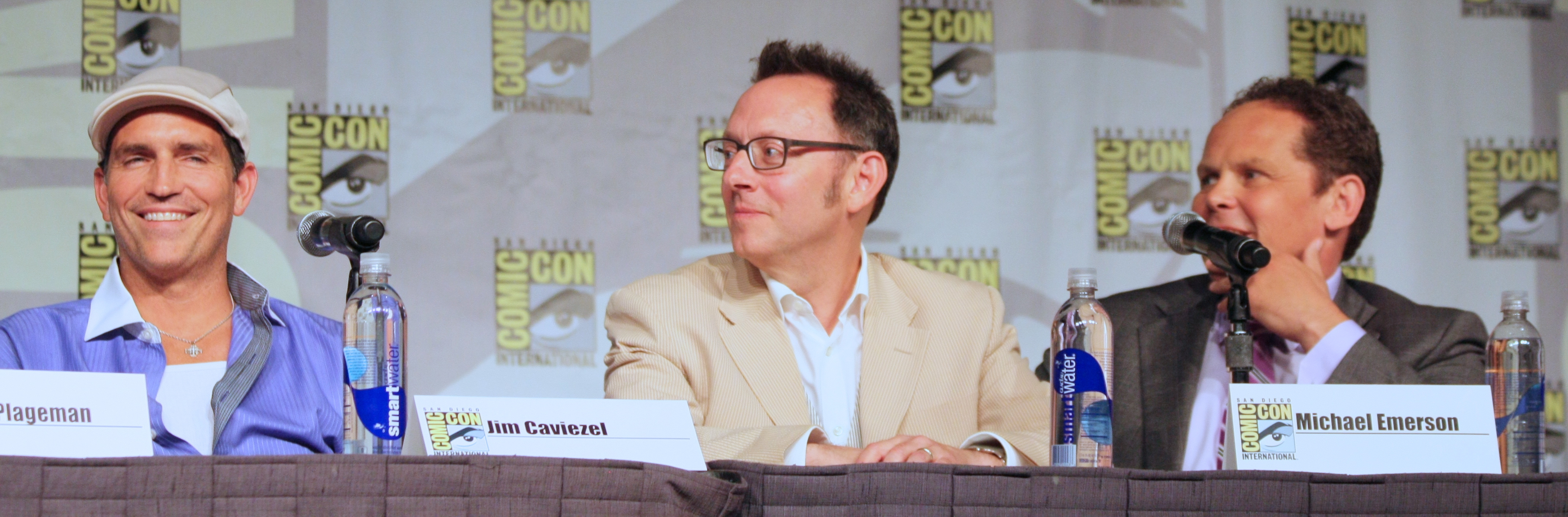
از چپ به راست: جیمز کاویزل (ریس), مایکل امرسون (فینچ), و کوین چاپمن (فاسکو)